# Lubaczów (gmina wiejska)

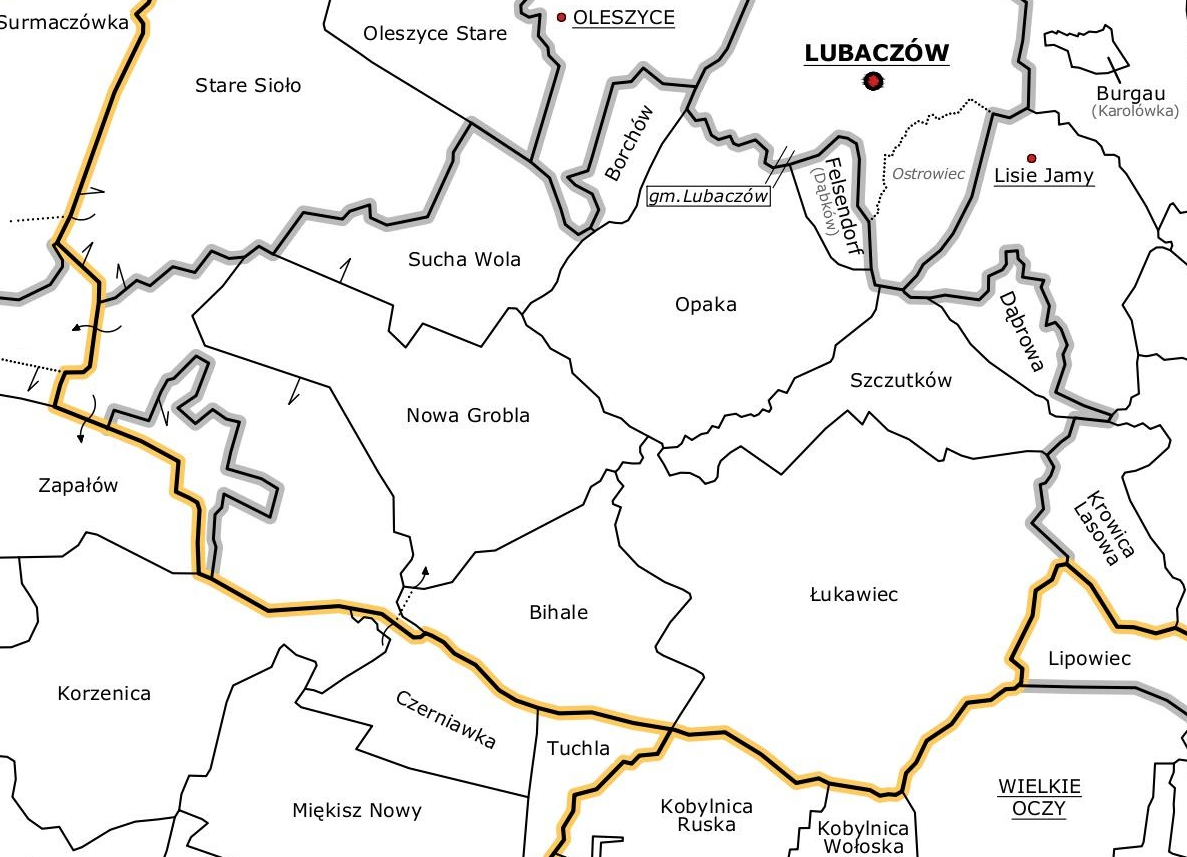
Gmina Lubaczów w 1934 roku

Lubaczów (1949–1954 gmina Dąbków) – gmina wiejska w województwie podkarpackim, w powiecie lubaczowskim. Gmina leży przy granicy z Ukrainą. Siedziba gminy to miasto Lubaczów.
W latach 1975–1998 gmina położona była w województwie przemyskim.
Największymi pod względem liczby ludności wsiami gminy Lubaczów są Lisie Jamy i Basznia Dolna i Młodów (województwo podkarpackie).
Według danych z 30 czerwca 2004 gminę zamieszkiwało 9155 osób.  W 2023 liczba mieszkańców zmniejszyła się do 8960 osób.

## Struktura powierzchni
Według danych z roku 2002 gmina Lubaczów ma obszar 202,86 km², w tym:
- użytki rolne: 57%
- użytki leśne: 35%

Gmina stanowi 15,5% powierzchni powiatu.

## Demografia

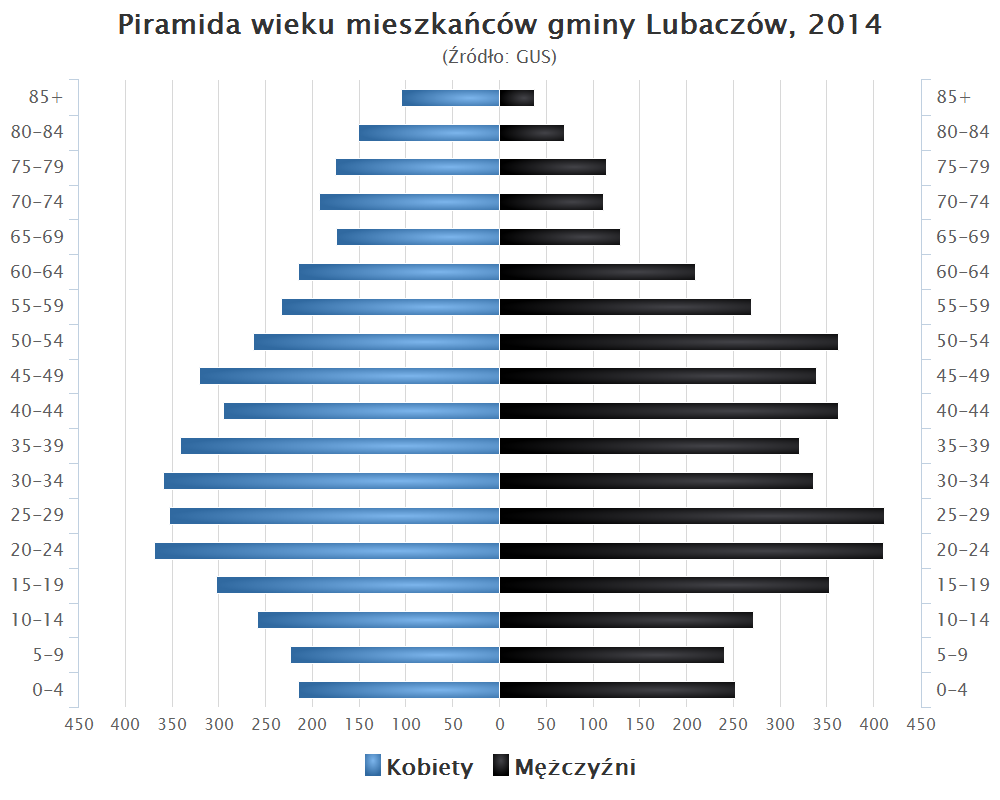
Piramida wieku mieszkańców gminy Lubaczów w 2014 roku

Dane z 30 czerwca 2004:
| Opis                              | Ogółem | Ogółem | Kobiety | Kobiety | Mężczyźni | Mężczyźni |
| --------------------------------- | ------ | ------ | ------- | ------- | --------- | --------- |
| jednostka                         | osób   | %      | osób    | %       | osób      | %         |
| populacja                         | 9155   | 100    | 4530    | 49,5    | 4625      | 50,5      |
| gęstość zaludnienia (mieszk./km²) | 45,1   | 45,1   | 22,3    | 22,3    | 22,8      | 22,8      |

## Wspólnoty wyznaniowe
- Kościół rzymskokatolicki: 7 parafii;
- Kościół greckokatolicki: 1 parafia;
- Świadkowie Jehowy: zbór[7];
- Buddyjski Związek Diamentowej Drogi Linii Karma Kagyu: placówka.

## Sołectwa
Antoniki, Bałaje, Basznia Dolna, Basznia Górna, Borowa Góra, Budomierz, Dąbków, Dąbrowa, Hurcze, Karolówka, Krowica Hołodowska, Krowica Lasowa, Krowica Sama, Lisie Jamy, Młodów, Mokrzyca, Opaka, Piastowo, Podlesie, Szczutków, Tymce, Wólka Krowicka, Załuże.

## Sąsiednie gminy
Cieszanów, Horyniec-Zdrój, m. Lubaczów, Oleszyce, Wielkie Oczy